# Hammarby Idrottsförening
L'Hammarby Idrottsförening, meglio noto come Hammarby IF, Hammarby o con il soprannome comune di Bajen, è una società polisportiva svedese con sede nella città di Stoccolma, fondata nel 1897, nota soprattutto per la sua sezione calcistica, alla quale si fa riferimento con la denominazione Hammarby Fotboll. Milita in Allsvenskan, la massima divisione del campionato svedese.
Nel corso della sua storia ha vinto un unico campionato svedese (nel 2001) e una Coppa di Svezia (nel 2021), mentre nel 1982 e nel 2003 è stato vicecampione di Svezia.

## Storia
Storicamente, come data di fondazione del club venne considerato il 7 marzo 1897. Il 30 maggio 2022, tuttavia, l'assemblea annuale della società stessa ratificò che l'odierna polisportiva è in realtà una continuazione storica dell'associazione di canottaggio "Hammarby Roddförening" nata il 10 aprile 1889, giorno che a partire da quel momento divenne dunque la nuova data di fondazione.
La sezione calcistica dell'Hammarby Idrottsförening nacque alcuni anni più tardi, il 13 agosto 1915: prima di essa esisteva già dal 1889 una sezione nautica del club, inizialmente nata con il nome di Hammarby Roddförening, che assunse l'attuale denominazione nel 1897 con la trasformazione a polisportiva. I primi anni non furono molto brillanti, ma nel 1922 il club arrivò a disputare la finale della Svenska Mästerskapet, la coppa che assegnava il titolo di Campione di Svezia, contro il GAIS, che vinse il titolo; nel 1924, intanto, l'Hammarby si qualificò alla prima Allsvenskan, dove arrivò ultima retrocedendo in Division 2. In Division 2 l'Hammarby si mantenne ad alti livelli, arrivando alla vittoria del Campionato nelle stagioni 1936-1937 e 1937-1938, ma successivamente persero entrambe le volte i play-off per la promozione in Allsvenskan, che arrivò nella stagione successiva. Nel suo periodo iniziale la squadra giocò le partite casalinghe all'Hammarby Idrottsplats.

Prima dell'amichevole -Hammarby, nei primi anni sessanta: il capitano dell'Hammarby, l'arbitro Concetto Lo Bello e il capitano catanese Mario Corti

Nella seconda esperienza in Allsvenskan, l'Hammarby arrivò nuovamente ultimo e retrocesse in Division 2, dove rimase vari anni fino alla stagione 1947-1948, quando, arrivando decimo, retrocesse direttamente in Division 4 a causa di una modifica del formato dei campionati svedesi. Nel 1950-1951 ritornò in Division 2 e quattro anni più tardi in Allsvenskan, dove, nella stagione 1954-1955 arrivò sesta, centrando per la prima volta la salvezza nella massima divisione svedese; nella stagione successiva l'Hammarby si piazzò nono confermandosi per un altro anno in Allsvenskan, ma, l'anno dopo, un ultimo posto fece tornare il club in Division 2. Da questo momento iniziò un periodo di continue promozioni e retrocessioni che terminerà con gli anni '70 con la stabilizzazione del club in Allsvenskan. Il campionato del 1970 iniziò male per l'Hammarby, che dopo la prima parte primaverile si vedeva all'ultimo posto in classifica con soli 3 punti, ma una splendida rimonta nel girone autunnale fecero finire il club al quinto posto, che divenne il miglior piazzamento di sempre della squadra in Allsvenskan. Nel 1978 intanto vennero adottati i colori bianco e verde, che caratterizzano il club ancora nel XXI° secolo, in sostituzione dei precedenti giallo e blu.
Con il 1982, venne cambiato il criterio per la vittoria dell'Allsvenskan: da quest'anno, infatti, le prime otto classificate si sarebbero giocate il titolo con il formato dei play-off; l'Hammarby si piazzò ottavo e, dopo aver vinto contro Örgryte ed Elfsborg, perse il doppio confronto in finale contro l'IFK Göteborg, arrivando secondo. L'anno successivo, l'Hammarby perse la finale della Svenska Cupen, nuovamente contro il Göteborg, ma si qualificò alla Coppa delle Coppe 1983-1984, la prima competizione internazionale a cui il club prese parte, dove perse nel secondo turno contro i finlandesi dell'Haka; nelle stagioni seguenti continuarono ad arrivare buoni piazzamenti in campionato per la squadra, dove rimase fino al 1990.
Dopo qualche anno diviso tra Division 2 e Allsvenskan, l'Hammarby ritornò stabilmente in massima divisione dal campionato 1998. All'inizio della stagione 2001 l'Hammarby ebbe qualche problema, ma alla fine della stagione vinse il suo primo, e per ora unico, titolo nazionale con la conquista dell'Allsvenskan; nel 2003 arrivò poi un secondo posto dietro al Djurgården e nel 2005 la squadra si piazzò quarta. Nel 2009 l'Hammarby retrocede in Superettan, che dal 2000 ha sostituito la Division 2. Il 2 novembre 2014, sconfiggendo lo Jönköpings Södra con il punteggio di 5-0, l'Hammarby riesce a conseguire matematicamente l'agognato ritorno in Allsvenskan dopo cinque anni.
Dopo tre stagioni di piazzamenti di centro-bassa classifica, nel corso dell'Allsvenskan 2018 i biancoverdi hanno lottato prima per la conquista del titolo nazionale e poi – a seguito di una flessione nella seconda metà della stagione – di un posto per le coppe europee che mancava dal 2007-2008, ma il pareggio dell'ultima giornata per 3-3 sul campo dell'Östersund ha provocato il sorpasso da parte del Malmö FF per l'ultimo piazzamento utile.
Il 30 maggio 2021, battendo tra le mura amiche l'Häcken ai calci di rigore, la squadra ha messo in bacheca la prima Coppa di Svezia della sua storia.

## Stadio

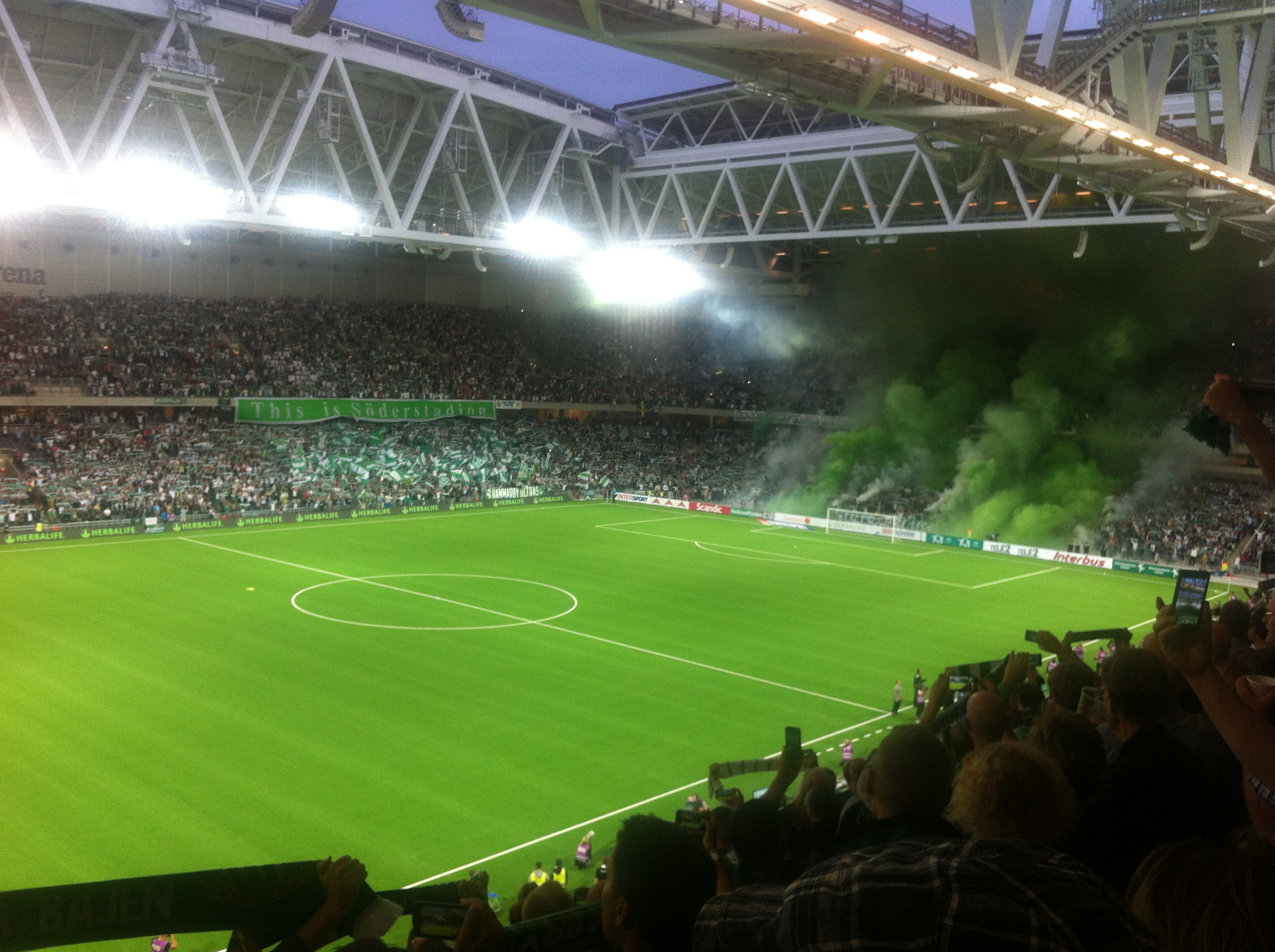
Tifosi dell'Hammarby alla Tele2 Arena

Il Söderstadion ha ospitato le partite interne dell'Hammarby dal 1967 fino al luglio 2013. Dal 20 luglio dello stesso anno, il club si è trasferito nella Tele2 Arena, oggi nota come 3Arena, impianto di nuova costruzione situato a breve distanza, con una capienza di 30.000 spettatori per le partite di calcio. La prima partita ufficiale presso la Tele2 Arena è stata Hammarby-Örgryte, valida per il campionato di Superettan 2013 e terminata 0-0.

## Organico

### Rosa 2025
Aggiornata al 20 luglio 2025.
| N. |                      | Ruolo | Calciatore                |
| -- | -------------------- | ----- | ------------------------- |
| 1  | Suriname (bandiera)  | P     | Warner Hahn               |
| 2  | Svezia (bandiera)    | D     | Hampus Skoglund           |
| 3  | Danimarca (bandiera) | D     | Frederik Winther          |
| 4  | Svezia (bandiera)    | D     | Victor Eriksson           |
| 5  | Svezia (bandiera)    | C     | Tesfaldet Tekie           |
| 6  | Svezia (bandiera)    | D     | Pavle Vagić               |
| 7  | Svezia (bandiera)    | A     | Paulos Abraham            |
| 8  | Svezia (bandiera)    | D     | Markus Karlsson           |
| 9  | Svezia (bandiera)    | A     | Jusef Erabi               |
| 11 | Svezia (bandiera)    | C     | Oscar Johansson Schellhas |
| 13 | Svezia (bandiera)    | D     | Jonathan Karlsson         |
| 14 | Svezia (bandiera)    | C     | Dennis Collander          |
| 15 | Svezia (bandiera)    | C     | Adrian Lahdo              |
| 16 | Albania (bandiera)   | C     | Gent Elezaj               |

| N. |                           | Ruolo | Calciatore                 |
| -- | ------------------------- | ----- | -------------------------- |
| 17 | Guinea (bandiera)         | C     | Ibrahima Breze Fofana      |
| 18 | Tunisia (bandiera)        | A     | Sebastian Tounekti         |
| 19 | Suriname (bandiera)       | D     | Shaquille Pinas            |
| 20 | Svezia (bandiera)         | C     | Nahir Besara (capitano)    |
| 21 | Svezia (bandiera)         | D     | Simon Strand               |
| 22 | Svezia (bandiera)         | C     | Jacob Ouro Ortmark         |
| 23 | Svezia (bandiera)         | A     | Abdelrahman Boudah         |
| 25 | Svezia (bandiera)         | P     | Elton Fischerström Opancar |
| 26 | Iraq (bandiera)           | A     | Montader Madjed            |
| 27 | Svezia (bandiera)         | P     | Felix Jakobsson            |
| 28 | Ghana (bandiera)          | C     | Frank Junior Adjei         |
| 29 | Costa d'Avorio (bandiera) | A     | Elohim Kaboré              |
| 32 | Ghana (bandiera)          | A     | Bernard Acheampong         |
| 34 | Svezia (bandiera)         | C     | Wilson Lindberg Uhrström   |

## Allenatori
Questi gli allenatori che si sono succeduti sulla panchina dell'Hammarby IF:
| - 1920 Harry Butterworth - 1922 Sven Johansson - 1923-1925 Willy Meisl - 1936 Olle Holking - 1936-1939 Gustaf Martinsson - 1940-1944 Per Kaufeldt - 1944-1946 Sven Bergqvist - 1947-1950 Folke Adamsson - 1951 Åke Andersson e Folke Adamsson - 1951-1961 Folke Adamsson - 1962-1963 Folke Adamsson e Rune Larsson - 1964-1965 Folke Adamsson - 1966 Georg Kraemer - 1967-1971 Lars-Gösta Hall - 1972 Janne Holmberg - 1973-1974 Olle Nyström - 1975-1977 Björn Bolling - 1978 Tom Turesson - 1979-1981 Bengt Gustavsson - 1982-1984 Bengt Persson |  | - 1985 Björn Bolling - 1986 Lars Wass - 1987-1988 Hans Backe - 1989-1992 Kenneth Ohlsson - 1993-1995 Tommy Davidsson - 1996 Göran Göransson - 1997-1999 Rolf Zetterlund - 1999 Sören Cratz - 2002-2006 Anders Linderoth - 2006-2009 Tony Gustavsson - 2009 Thom Åhlund - 2010 Michael Borgqvist - 2010 Jesper Blomqvist - 2011 Roger Sandberg - 2012-2013 Gregg Berhalter - 2013 Thomas Dennerby - 2014-2016 Nanne Bergstrand - 2017 Jakob Michelsen - 2018-2021 Stefan Billborn - 2021 Miloš Milojević - 2022- Martí Cifuentes |

## Numeri di maglia ritirati
- 12, in omaggio ai tifosi, considerati il "dodicesimo uomo" in campo

## Palmarès

### Competizioni nazionali
- Campionato svedese: 1

2001
- Coppa di Svezia: 1

2020-2021
- Superettan: 5

1964, 1966, 1989, 1993, 2014

### Competizioni internazionali
- Coppa Intertoto: 1

1983

### Altri piazzamenti
- Campionato svedese:

Secondo posto: 1982, 1998, 2003, 2024
Terzo posto: 1920-1921, 2006, 2019, 2022
- Coppa di Svezia:

Finalista: 1976-1977, 1982-1983, 2010, 2021-2022
Semifinalista: 1953, 1995-1996, 1997-1998, 2004, 2008, 2015-2016, 2022-2023

## Hammarby TFF
L'Hammarby TFF, noto anche come Hammarby Talang FF, è una squadra creata con l'intento di migliorare quei giocatori che erano di età troppo avanzata per il settore giovanile ma ancora non pronti del tutto per militare in prima squadra. Fondata ufficialmente nel 2003, ha cessato inizialmente le proprie attività al termine della stagione 2011. Il miglior risultato ottenuto durante questo periodo è stato il 4º posto in Division 1, terza serie nazionale, nel 2010. Nel 2016 ha ripreso la sola attività giovanile, per poi riprendere dal 2019 anche la prima squadra a livello senior ripartendo dalla Division 5, la settima serie nazionale. A partire dalla stagione 2021 ha preso il posto dell'IK Frej nel campionato di Division 1 attraverso un reciproco cambio di denominazione.